# リル＝サン＝ドニ
リル＝サン＝ドニ （L'Île-Saint-Denis）は、フランス、イル＝ド＝フランス地域圏、セーヌ＝サン＝ドニ県のコミューン。その名前ゆえに、サン＝ドニの一部と誤解されることがある。面積および人口において、県最小である。

## 地理

県内におけるリル＝サン＝ドニの位置（セーヌ川に挟まれた細長い島）

リル＝サン＝ドニ全体が、セーヌ川に浮かぶサン＝ドニ島（仏: Île Saint-Denis）にある。フランス・メトロポリテーヌに7つある、島にあるコミューンの1つである。コミューンはパリの北約10km地点にある。オー＝ド＝セーヌ県と接しており、セーヌ＝サン＝ドニ県最西端である。
リル＝サン＝ドニはセーヌ川の蛇行部分に収まっているため、三日月型のかたちをしている。そのためにリル＝サン＝ドニの北端にいると、リル＝サン＝ドニの軸に当たる部分は東になるので、南側の建物を見れば南端が見えるのである。リル＝サン＝ドニ橋、エピネー橋が掛っている。
地理的な状況から、リル＝サン＝ドニは川の氾濫の危険に直面している。1910年の洪水でリル＝サン＝ドニは深刻な被害を受けた。1910年以降、標高が上がり、かつての低い土地にはわずかな家屋が残っているにすぎない。

## 経済
かつてはセーヌ川を中心に経済活動が行われていた。水上輸送、漁業、洗濯である。いくつかの活動は小規模になり、まちはベッドタウンとしての機能が拡大しつつある。

## 交通
- 道路 - A86
- 鉄道 - サン＝ドニ駅が最寄り

## 歴史

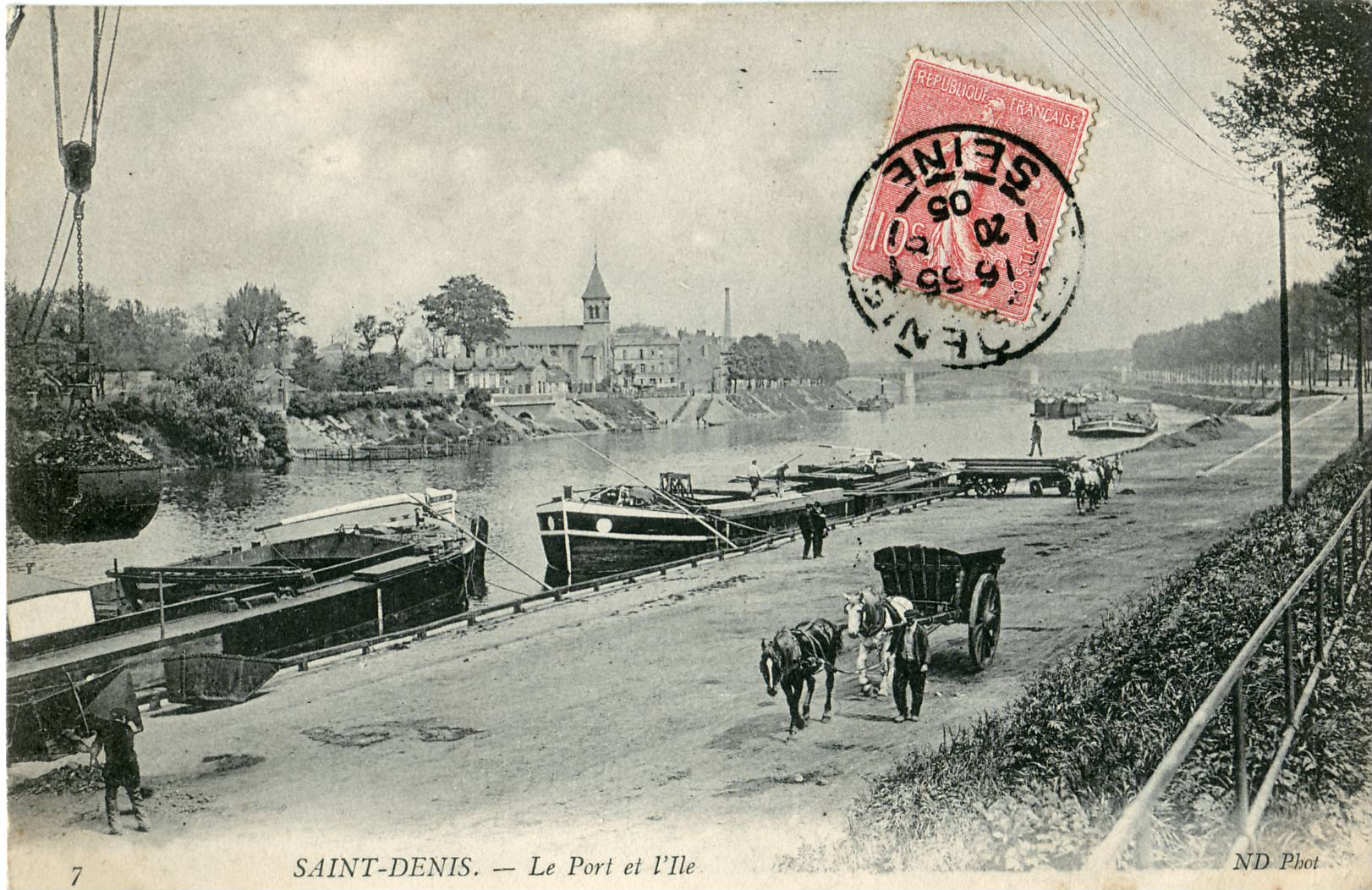
1905年に撮影されたリル＝サン＝ドニの川港

10世紀、ブシャール・ル・バルビュ（Bouchard le Barbu）がシャトレ島と言われた島の中央部を所有していた。彼は近隣を苦しめる砦を築いていた。彼は近くを航行する船や、サン＝ドニ修道院の聖職者たちに通行料を要求して争いを起こしていた。争いを終わらせるため、ロベール1世はブシャールに王領のモンモランシーとシャトレ島を交換するよう提案した。998年に合意が成立した。従ってブシャールたちはモンモランシーの家名で知られるようになった。
14世紀、シャルル5世がサン＝ドニ修道院の聖職者たちにシャトレ島を与えた。修道院はフランス革命まで島を支配し続けた。革命時代、まちはリル＝フランシアード（Isle-Franciade）と改名させられた。
19世紀、リル＝サン＝ドニはパリからルーアン、ル・アーヴルへ流れるセーヌ川沿いにあったため、水上輸送に携わる商人たちが川港にやってきた。漁師や船乗りのほか、洗濯屋やダイバーが川で働いていた。
リル＝サン＝ドニは、19世紀末にシャトリエ島、ヴァンヌ島、ジャヴォー島と合わせて1つのコミューンとなった。1844年に吊り橋が建設され、サン＝ドニの島とジュヌヴィリエに永久的につながった。
その後、鉄道の開発がパリジャンの週末の休暇を過ごす地として郊外の発展を促すこととなった。彼らは田舎や水上のレジャーを楽しみに来て、リル＝サン＝ドニのたくさんのギャンゲットで飲んだり踊ったりしたのだった。

## 人口統計
| 1962年 | 1968年 | 1975年 | 1982年 | 1990年 | 1999年 | 2006年 |
| ------ | ------ | ------ | ------ | ------ | ------ | ------ |
| 3946   | 5522   | 7004   | 7435   | 7413   | 6810   | 7212   |

参照元: ·  · 